# Gabriele Oriali
Gabriele Oriali (Como, 1952. november 25. –) világbajnok olasz labdarúgó, középpályás.

## Pályafutása

### Klubcsapatban
Az Internazionale csapatában kezdte a labdarúgást, ahol 1970-ben mutatkozott be az első csapatban. Pályafutása jelentős részét itt töltötte. 13 idényen át szerepelt az Inter együttesében és két-két bajnoki címet és olasz kupát nyert a csapattal. 19837 és 1987 között a Fiorentina labdarúgója volt. Az aktív labdarúgástól 35 évesen, 1987-ben vonult vissza.

### A válogatottban
1978 és 1983 között 28 alkalommal szerepelt az olasz válogatottban és egy gólt szerzett. Tagja volt az 1980-as Európa-bajnoki negyedik helyezett csapatnak. 1982-ben Spanyolországban világbajnok lett az olasz válogatottal.

## Sikerei, díjai
Olaszország
- Világbajnokság
  - világbajnok: 1982, Spanyolország
- Európa-bajnokság
  - 4.: 1980, Olaszország

 Internazionale
- Olasz bajnokság (Serie A)
  - bajnok: 1970–71, 1979–80
- Olasz kupa (Coppa Italia)
  - győztes: 1978, 1982